# Бельгвайлер
Бельгвайлер (нім. Belgweiler) — громада в Німеччині, розташована в землі Рейнланд-Пфальц. Входить до складу району Рейн-Гунсрюк. Складова частина об'єднання громад Зіммерн.
Площа — 3,39 км2. Населення становить 206 ос. (станом на 31 грудня 2020).

## Географія

### Земельні ресурси
Структура території громади за призначенням земель:
- Сільськогосподарські землі – 68,9%
- Ліс – 18,8%
- Водойми – 1,0%
- Житлова забудова і транспортна інфраструктура – 11,2%
- Інше – 0,1%

## Галерея

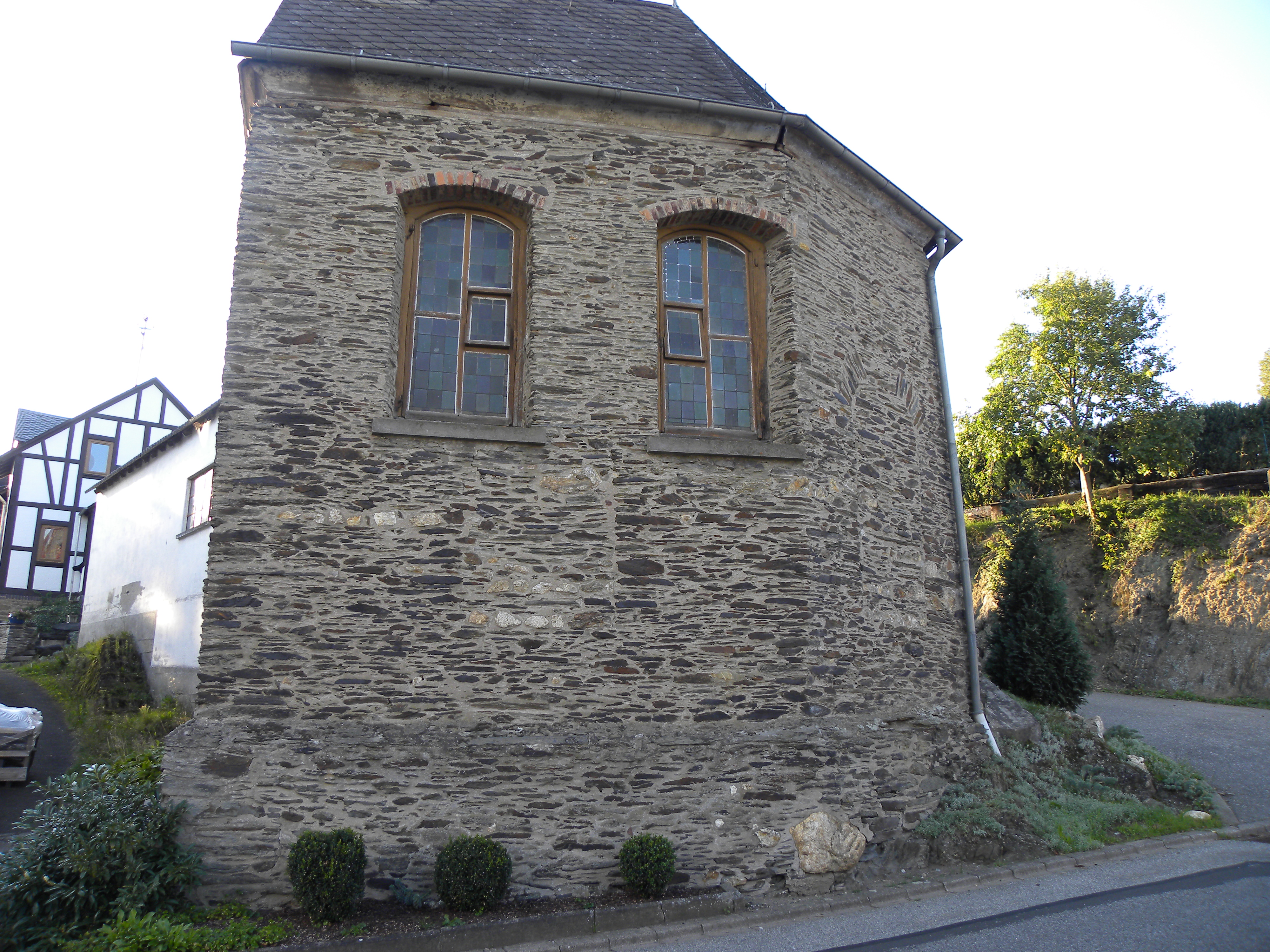